# Улица Паласта
Улица Па́ласта (латыш. Palasta iela — Дворцовая улица) — улица в Риге, в историческом районе Старый город. Ведёт от улицы Яуниела до Площади Гердера, имеет продолжением участок улицы Бискапа гате. Длина улицы — 121 метр.

## История
Возникла в конце XVI века.
Название улицы — Дворцовая — появилось в начале XVIII века, когда в 1711 году владение 9 на улице занял под свою резиденцию Пётр I. Для этого предварительно было скуплено несколько жилых домов XVII века, которые были перестроены в единый комплекс.
Особенностью комплекса был сад, устроенный над крепостным защитным валом со стороны Даугавы, выход в сад осуществлялся через второй этаж здания. В XIX веке дворец был перестроен, а в 1990-е годы проведена реконструкция, после которой в здании устроены элитные квартиры и офисы.
Немецкое название улицы — Palaisstrasse. Со временем название улицы адаптировалось под латышский язык как Палеяс, в 1921 году улица была переименована в улицу Паласта.

## Достопримечательности
- д. 1 — (1738, перестроен в 1869, архитектор Герман Гейгенмиллер)
- д. 2 — Жилой дом (1748, перестроен в 1884 году архитектором Карлом Фельско).
- д. 3 — Типография (1884, архитектор Карл Генрих Эмке)
- д. 4 — Музей истории Риги и мореходства (в ансамбле Домского собора)[4]
- д. 5 — Жилой дом с магазинами (1911, архитектор Мартин Нюкша)
- д. 6 — здание XVII—XVIII веков (ратница), предположительно входило в комплекс Дворца Петра I (каретник)
- д. 7 — Жилой дом (1760)
- д. 8 — Жилой дом с образцовым фасадом (1823, перестроен в 1933 году архитектором Ансисом Эрдманисом)
- д. 9 — Дворец Петра I
- д. 10 — Жилой дом с магазинами (1910, архитектор Эйжен Лаубе). Мемориальная доска Рихарду Берзиньшу (1888—1942)

- Музей истории Риги и мореходства
- Дом 6
- Дворец Петра I
- Мемориальная доска Рихарду Берзиньшу